# Арбітражний суд Республіки Тува

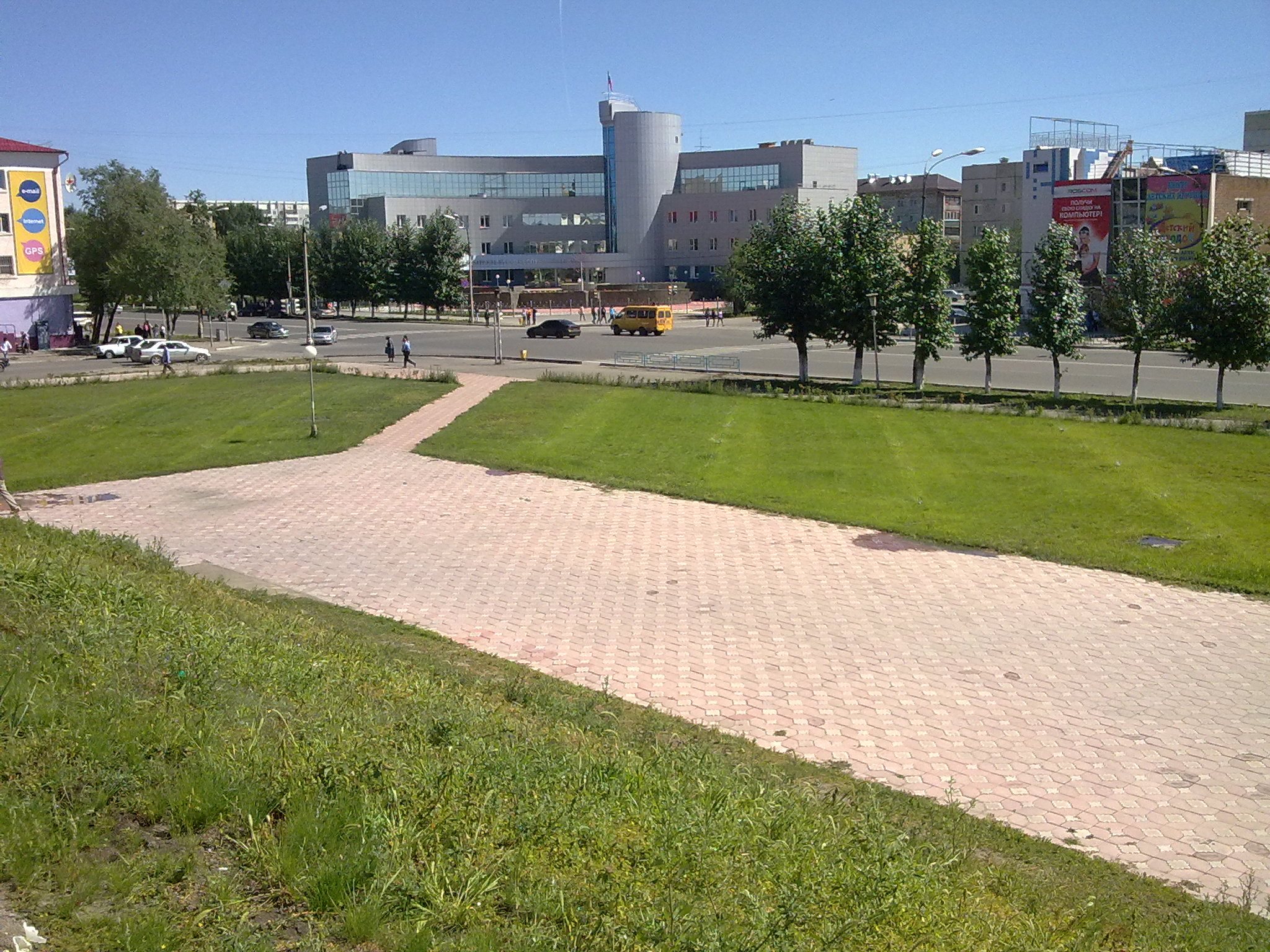
Будівля суду

Арбітра́жний суд Республіки Тува́ — судовий орган системи арбітражних судів, який здійснює владу на території Республіки Тува у складі Російської Федерації.

## Історія
2 жовтня 1991 року Верховна Рада Тувинської АРСР прийняла постанову про перетворення Державного арбітражу Тувинської АРСР у Вищий Арбітражний суд Республіки Тува. В 1995 році, на виконання Федерального конституційного закону «Про арбітражні суди в Російській Федерації» та постанови Вищого Арбітражного Суду Російської Федерації «Про введення в дію Арбітражного процесуального кодексу Російської Федерації» суд був перейменований в Арбітражний суд Республіки Тува.

## Повноваження
Арбітражний суд:
- розглядає в першій інстанції всі справи, підвідомчі арбітражним судам в Російській Федерації, за виключенням справ, що відносяться до компетенції Вищого Арбітражного Суду Російської Федерації
- вирішує економічні суперечки та розглядає інші справи за участі організацій, що є юридичними особами, громадян, які здійснюють підприємницьку діяльність без утворення юридичної особи і мають статус індивідуального підприємця, який надається в передбаченому законом порядку, а у випадках, передбачених дійсним Кодексом та іншими федеральними законами, за участі Російської Федерації, суб'єктів Російської Федерації, муніципальних утворень, державних органів, органів місцевого самоуправління, інших органів, посадових осіб, утворень, які не мають статусу юридичної особи, та громадян, які не мають статусу індивідуального підприємця
- переглядає за нововідкритим обставинам прийняті ним та ті, які вступили в законну силу, судові акти

## Склад
- Президія арбітражного суду
- Судові колегії з розгляду економічних суперечок, що виникли з громадянських та інших правовідносин
- Судові колегії з розгляду економічних суперечок, що виникли з адміністративних правовідносин

## Керівництво
- Голова суду — Данзирин Маргарита Дамдинівна
- Заступник голови суду — Ажі Володимир Алдин-оолович